# Klisa (Bihács)
Klisa falu Bosznia-Hercegovinában, Bihács községben, a Bosznia-hercegovinai Föderáció Una-Szanai kantonjában.

## Fekvése
Bihács központjától légvonalban 30, közúton 43 km-re délkeletre, a horvát határ mellett, Kulen Vakuftól északra, az Una partján fekszik. 

## Népessége
| Nemzetiségi csoport | Népesség 1991 | Népesség 2013 |
| ------------------- | ------------- | ------------- |
| Szerb               | 5             | 0             |
| Bosnyák             | 541           | 177           |
| Horvát              | 0             | 2             |
| Jugoszláv           | 7             | 0             |
| Egyéb               | 4             | 5             |
| Összesen            | 557           | 184           |